# 203. Sicherungs-Division
La 203. Sicherungs-Division, successivamente riorganizzata nella 203. Infanterie-Division fu una divisione dell'esercito tedesco attiva durante la seconda guerra mondiale che venne creata nel giugno 1942 e fu schierata sul fronte orientale dove fu sciolta nell'ottobre 1944. Dopo la sua riorganizzazione nella 203. Infanterie-Division fu nuovamente rischierata sul fronte orientale dove fu distrutta nel 1945.

## Storia
203. Sicherungs-Division
La divisione fu costituita il 1° giugno 1942 ribattezzando la Sicherungs-Brigade 203 ed al momento della ridenominazione era impegnata in operazioni di sicurezza e antipartigiane nell'area tra Bobruisk e Rogachev, dove rimase nei mesi successivi. Le cosiddette operazioni antipartigiane si tradussero in distruzione di villaggi, saccheggio e riduzione in schiavitù della popolazione civile, inoltre doveva appropriarsi del bestiame e deportare la popolazione in Germania per lavori forzati. Nell'agosto 1943, la divisione si trasferì nella zona tra Chernigov, vicino al Dnepr che difese in una battaglia. Tra il settembre e l'ottobre 1943 fu di nuovo rimandata nell'area tra Bobruisk e Rogachev e dal febbraio 1944 fu schierata vicino Pripyt, nell'area tra Stolin e Dawidgorodok. Dopo l'inizio dell'operazione Bagration contro l'Heersgruppe Mitte nel giugno 1944, era schierata nella zona di Pripyt, ma fu respinta attraverso Pinsk, Kobryn e Brest. All'inizio di agosto la divisione fu spostata a Ostrolenka passando per Drohiczyn, sulla sponda settentrionale del Bug. Il 608. Sicherungs-Regiment fu coinvolto nel massacro di Wola, successivamente la divisione si trasferì sul Narew, dove fu coinvolta nella difesa del fiume. La divisione fu sciolta il 21 ottobre 1944 e riorganizzata nella 203. Infanterie-Division.
203. Infanterie-Division
La 203. Infanterie-Division fu costituita il 21 dicembre 1944 sul Narew, vicino a Lomza, dalla riorganizzazione della 203. Sicherungs-Division. Nel gennaio 1945, combatté nell'Offensiva della Prussia Orientale, dove fu quasi completamente distrutta, i suoi resti si ritirarono per Johannisburg, Sensburg e Heilsberg, la divisione finì nella sacca di Heiligenbeil, dove fu definitivamente distrutta, gli ultimi resti furono catturati dalle truppe dell'Armata rossa a Hel.

## Ordine di battaglia
203. Sicherungs-Division
- Sicherungs-Regiment 608
- Sicherungs-Regiment 613
- Artillerie-Abteilung 507
- Ost-Kompanie 1./203
- Ost-Reiterschwadron 2./230
- Ost-Batterie 203
- Nachrichten-Kompanie 203
- Pionier-Kompanie 203
- Versorgungseinheiten 203

203. Infanterie-Division
- Grenadier-Regiment 608
- Grenadier-Regiment 613
- Grenadier-Regiment 930
- Füsilier-Bataillon 203
- Panzerjäger-Kompanie 203
- Artillerie-Regiment 203
- Pionier-Bataillon 203
- Feldersatz-Bataillon 203
- Divisions-Nachrichten-Abteilung 203
- Versorgungs-Einheiten 203

## Decorazioni
Un soldato della 203. Sicherungs-Division fu premiato con la Croce Tedesca in oro per le sue azioni in guerra.

## Comandanti
203. Sicherungs-Division
- Generalleutnant Rudolf Pilz (1° gennaio 1943 - 19 agosto 1944)
- Generalleutnant Max Horn (19 agosto 1944 - 21 ottobre 1944)

203. Infanterie-Division
- Generalleutnant Max Horn (21 ottobre 1944 - 18 novembre 1944)
- Generalleutnant Wilhelm Thomas (18 novembre 1944 - 26 dicembre 1944)
- Generalleutnant Fritz Gädicke (26 dicembre 1944 - gennaio 1945)